# 강범석 (e스포츠인)
강범석은 대한민국의 프로게임단 지도자이다. 현재 스피어 게이밍의 감독직을 맡고 있다. 

## 지도자 생활
2020시즌을 앞두고 스피어 게이밍의 감독으로 부임했다. 2021시즌을 앞두고 팀은 아마추어 팀으로 전환되었지만 감독직을 유지했다.

## 소속팀
| # | 팀명          | 직책 | 소속 기간 | 소속 리그   | 비고 |
| - | ------------- | ---- | --------- | ----------- | ---- |
| 1 | 스피어 게이밍 | 감독 | 2019.12~  | CK 아마추어 |      |

## 가족 관계
동생은 전직 프로게이머 강범현이다.

## 수상 내역

### 지도자
- 리그 오브 레전드 챌린저스 코리아 서머 2020 우승
- LCK 아카데미 시리즈 2021 2월 대회 우승